# Wiesław Pietrzak
Wiesław Michał Pietrzak (ur. 27 września 1941 w Otalążce) – polski wojskowy i polityk, pułkownik dyplomowany Wojska Polskiego, senator IV i V kadencji.

## Życiorys
Ukończył Oficerską Szkołę Artylerii w Toruniu (1965), w 1975 uzyskał tytuł oficera dyplomowanego w Akademii Sztabu Generalnego. Służył m.in. w Chełmnie, Toruniu, Grudziądzu, był dowódcą Polskiego Kontyngentu Wojskowego w Syrii, dowódcą 1 Mazurskiej Brygady Artylerii w Węgorzewie, szefem Wojewódzkiego Sztabu Wojskowego w Suwałkach. W 1997 zakończył służbę wojskową w związku z wyborem do parlamentu.
W latach 1994–1998 pełnił funkcję przewodniczącego rady miejskiej w Węgorzewie, był także delegatem do sejmiku samorządowego województwa suwalskiego i radnym sejmiku warmińsko-mazurskiego. Działa w Sojuszu Lewicy Demokratycznej.
W latach 1997–2005 przez dwie kadencje zasiadał w Senacie. W 1997 został wybrany z województwa suwalskiego. W 2001 uzyskał mandat z okręgu olsztyńskiego, w V kadencji był przewodniczącym Komisji Obrony Narodowej i Bezpieczeństwa Publicznego. W 2005 bez powodzenia ubiegał się o reelekcję. W latach 2006–2010 był przewodniczącym rady powiatu węgorzewskiego.
W 2009 bez powodzenia kandydował z listy KKW SLD-UP w wyborach do Parlamentu Europejskiego w okręgu wyborczym Olsztyn. Rok później wybrano go do sejmiku województwa warmińsko-mazurskiego. W 2014 nie uzyskał reelekcji.
Objął funkcję prezesa klubu sportowego w Węgorzewie, był założycielem Związku Byłych Pracowników Państwowych Gospodarstw Rolnych. Członek Polskiego Związku Łowieckiego.

## Życie prywatne
Wiesław Pietrzak jest żonaty, ma trzech synów.